# 姚宗李
姚宗李（Próspero París，1846年9月1日—1931年5月13日）是一位法国罗马天主教耶稣会会士，在中国上海担任江南代牧区（1900年-1921年）、江苏代牧区（1921年-1922年）和南京代牧区（1922年-1931年）的宗座代牧。
1846年9月1日，姚宗李出生于法国天主教南特教区的尚特奈（Chantenay），1866年10月17日（20岁）加入耶稣会，1880年9月18日，34岁时祝圣为神父。姚宗李于1883年（37岁）来华传教，自1893年9月10日起担任江南代牧区耶稣会会长（1893～1900年），驻上海。
1900年4月27日（53岁），教宗良十三世任命姚宗李为江南代牧区主教，领衔Silandus主教，同年11月11日祝圣，由浙江代牧区赵保禄主教（Paul-Marie Reynaud, C.M.）主礼，直隶西南代牧区顺其衡主教（Jules-Auguste Coqset, C.M.）和云南教区曹佑宸辅理主教（Joseph-Claude Excoffier, M.E.P.）襄礼。姚宗李担任江南代牧区耶稣会会长直到1900年7月23日，由丁绍明接任。1921年8月8日，江南代牧区分为江苏和安徽2个代牧区，姚宗李继续担任江苏代牧区主教，仍然驻扎上海。1922年5月1日，江苏代牧区再度改称南京代牧区，不过姚宗李仍然驻扎在上海。
1907年，姚宗李主教在上海的金神父路（今瑞金二路）创办了规模宏大的广慈医院（今瑞金医院）。
1925年4月24日，佘山进教之佑圣母大殿开始拆除重建，姚宗李主教祝圣了基地，10年后建成。
1931年5月13日，姚宗李（Próspero París）主教在上海去世，享年84岁。惠济良接任南京代牧区主教一职。
20世纪初，上海法租界公董局将法租界西部靠近徐家汇的一条越界筑路命名为姚主教路（Route Mgr.Prosper Paris ），1914年该路被划入上海法租界。1943年汪精卫政权接收租界时，将其更名为天平路。